# 布里斯托尔座堂
布里斯托尔座堂（Bristol Cathedral）是英国圣公会布里斯托尔教区的主教座堂，外觀為哥特式建築，位于英格兰布里斯托尔。它创建于1140年，1542年升为主教座堂。

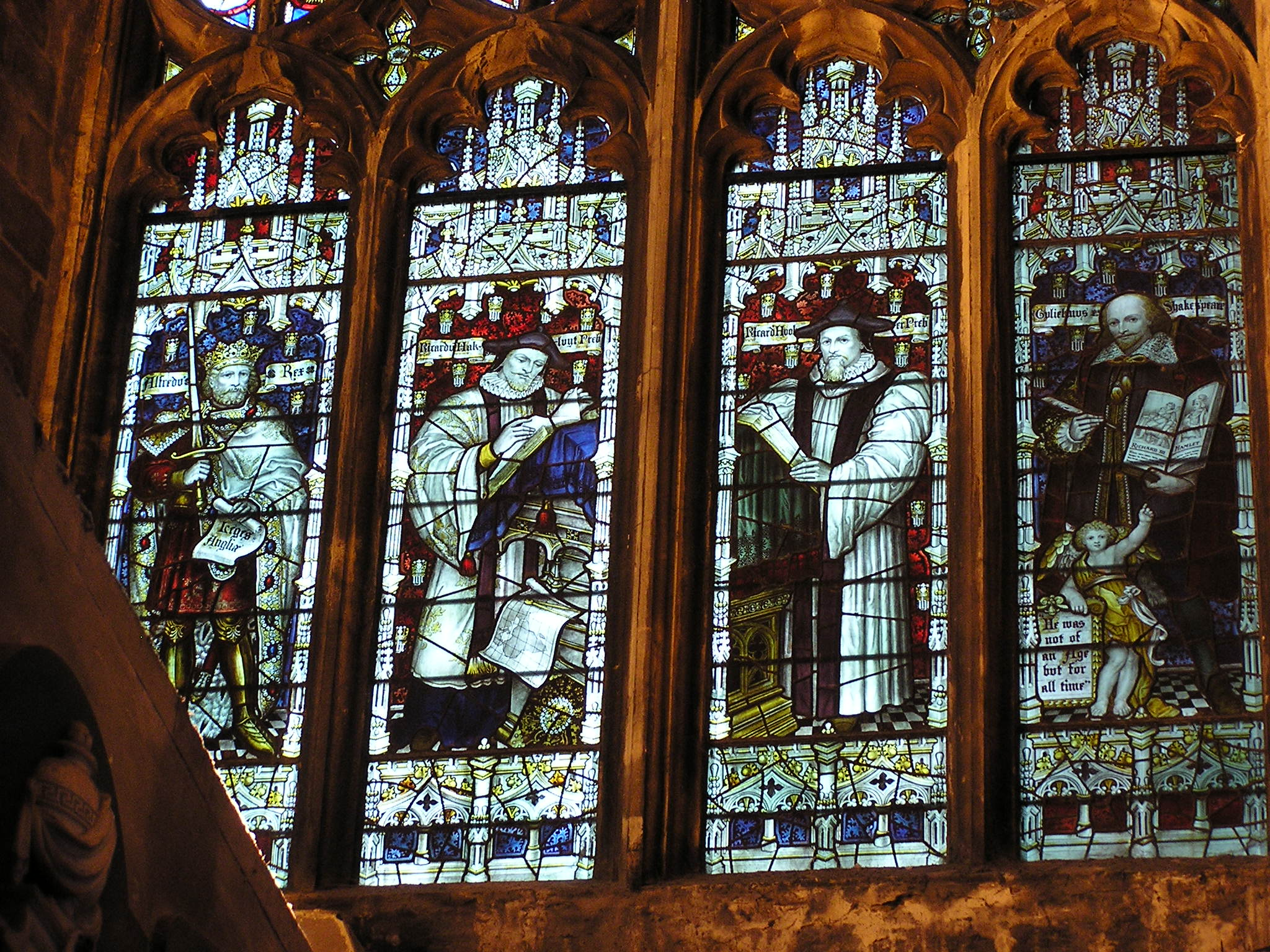
花窗玻璃